# Східна Прая
Східна Пра́я (індонез. Praya Timur) — один з 12 районів округу Центральний Ломбок провінції Західна Південно-Східна Нуса у складі Індонезії. Розташований у центрально-східній частині. Адміністративний центр — селище Муджур.
Населення — 63653 особи (2012; 63285 в 2011, 62736 в 2010, 64637 в 2009, 63773 в 2008).

## Адміністративний поділ
До складу району входять 1 селище та 9 сіл:
| Населений пункт  | Населення, осіб (2010) | Населення, осіб (2012) |
| ---------------- | ---------------------- | ---------------------- |
| Белека, село     | 7544                   | 7654                   |
| Білеландо, село  | 2876                   | 2917                   |
| Ганті, село      | 10568                  | 10724                  |
| Кіданг, село     | 5882                   | 5968                   |
| Ландах, село     | 4557                   | 4624                   |
| Маронг, село     | 5763                   | 5847                   |
| Муджур, селище   | 7725                   | 7838                   |
| Семоянг, село    | 6904                   | 7005                   |
| Сенгкеранг, село | 6835                   | 6935                   |
| Сукараджа, село  | 4082                   | 4141                   |